# Rio Bagmati

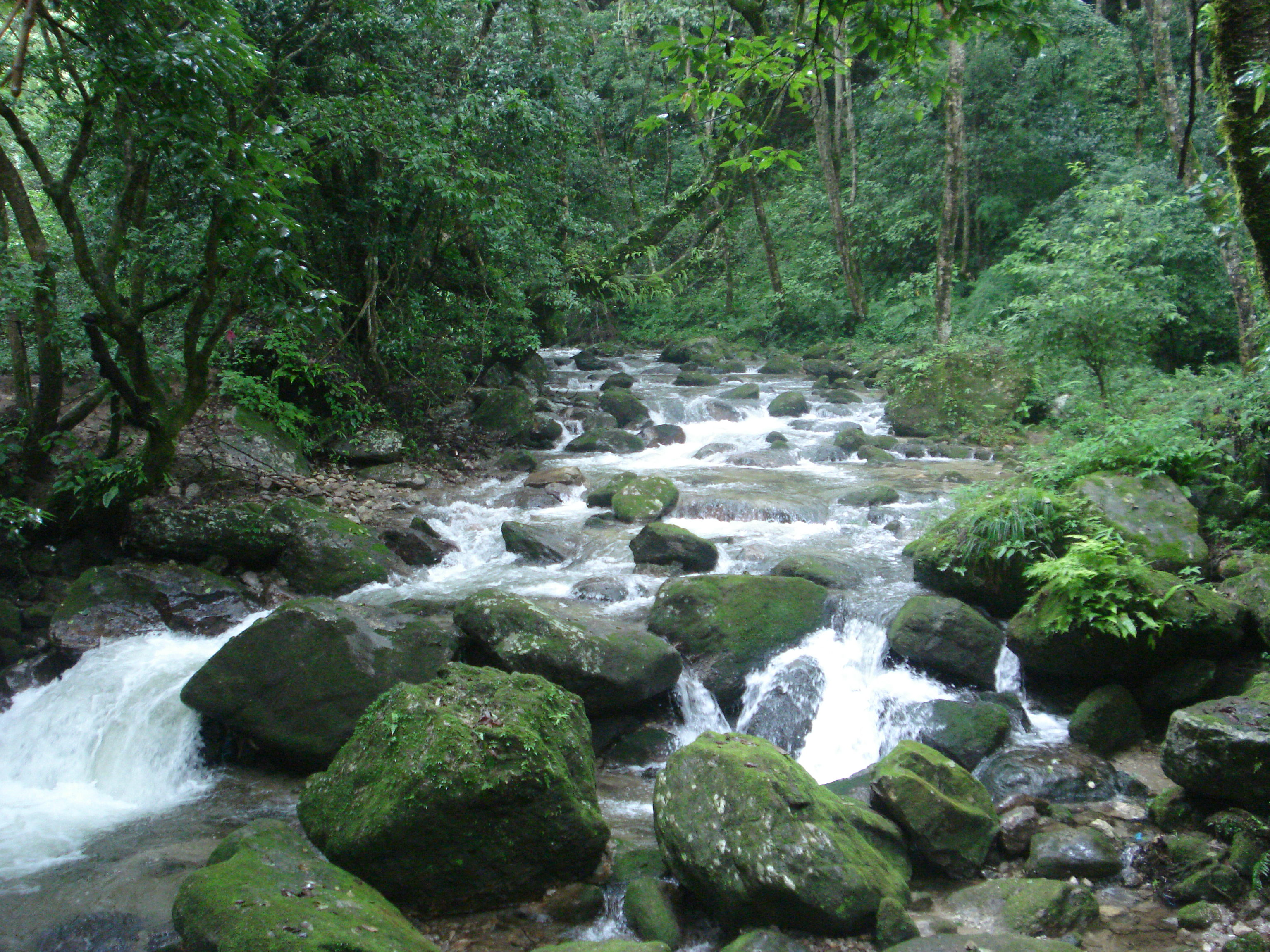
O rio Bagmati em Sundarilal

O rio Bagmati (em nepali: बागमती नदी) é um rio do Nepal e que dá seu nome a uma área do . O rio também é chamado Kareh na Índia.
Nascendo no Himalaia e atravessando a capital Catmandu, flui em seguida para a Índia, onde desagua no rio Koshi. É considerado sagrado tanto por hindus e budistas, é repleto de templos ao longo de suas margens, na maior parte de seu curso.
Em Bagmati se espalham as cinzas no rio após a cremação dos mortos sobre uma pira. Este ritual tem o seu epicentro no Templo de Pashupatinath em Catmandu.
Atualmente ele é particularmente poluído por descargas descontroladas que ocorrem principalmente no vale de Cathmandu.

## Curso
O Bagmati nasce nas colinas de Shivpuri ao norte de Catmandu. Sua fonte está localizada na latitude 27 ° 47 'N e longitude 85 ° 17', aproximadamente 16 km a nordeste de Catmandu, a uma altitude de 1500 m acima do nível do mar.
Ele passa pelas áreas nepalesas de Bagmati e Narayani, em seguida, entra no território indiano de Bihar, perto da aldeia Shorwatia no distrito de Sitamarhi e desagua no rio Koshi em Badlaghat. O rio tem cerca de 589 km dos quais cerca de 195 km no Nepal e os 394 km restantes na Índia.
Os principais afluentes do Bagmati são:
- Margem direita
- * Dhobi (em Catmandu)
- * Bishnumati ou Vishnumati no distrito de Teku em Catmandu.
- Margem esquerda
- * Manahara e Hanumante que unem-se ao sul do Aeroporto Internacional de Tribhuvan em Katmandu.
- * Adhwara ou Pequeno Bagmati na Índia no distrito de Madhubani